# Lilium nepalense

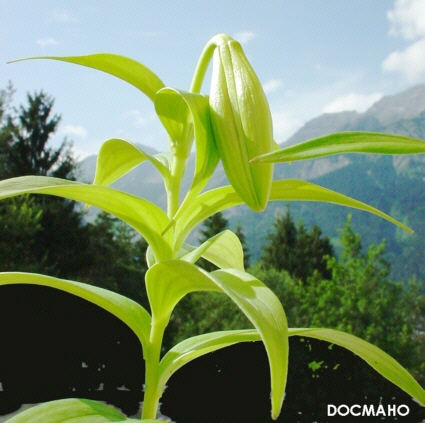
Lilium nepalense na natureza.

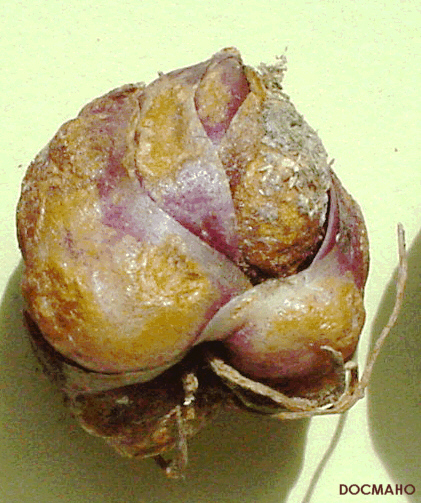
Bulbo do Lilium nepalense.

Lilium nepalense (em chinês: 紫斑百合|zi ban bai he) é uma espécie de planta com flor, pertencente à família Liliaceae.
É nativa do Nepal, Tibete, Butão, Índia estado de , Sikkim, Myanmar, com ocorrências na província de Yunnan na República Popular da China. A planta é encontrada em florestas abertas a uma altitude entre 2 000 e 3 000 metros.

## Variedades
- L. nepalense var. nepalense
- L. nepalense var. concolor
- L. nepalense var. robustum